# Phywe

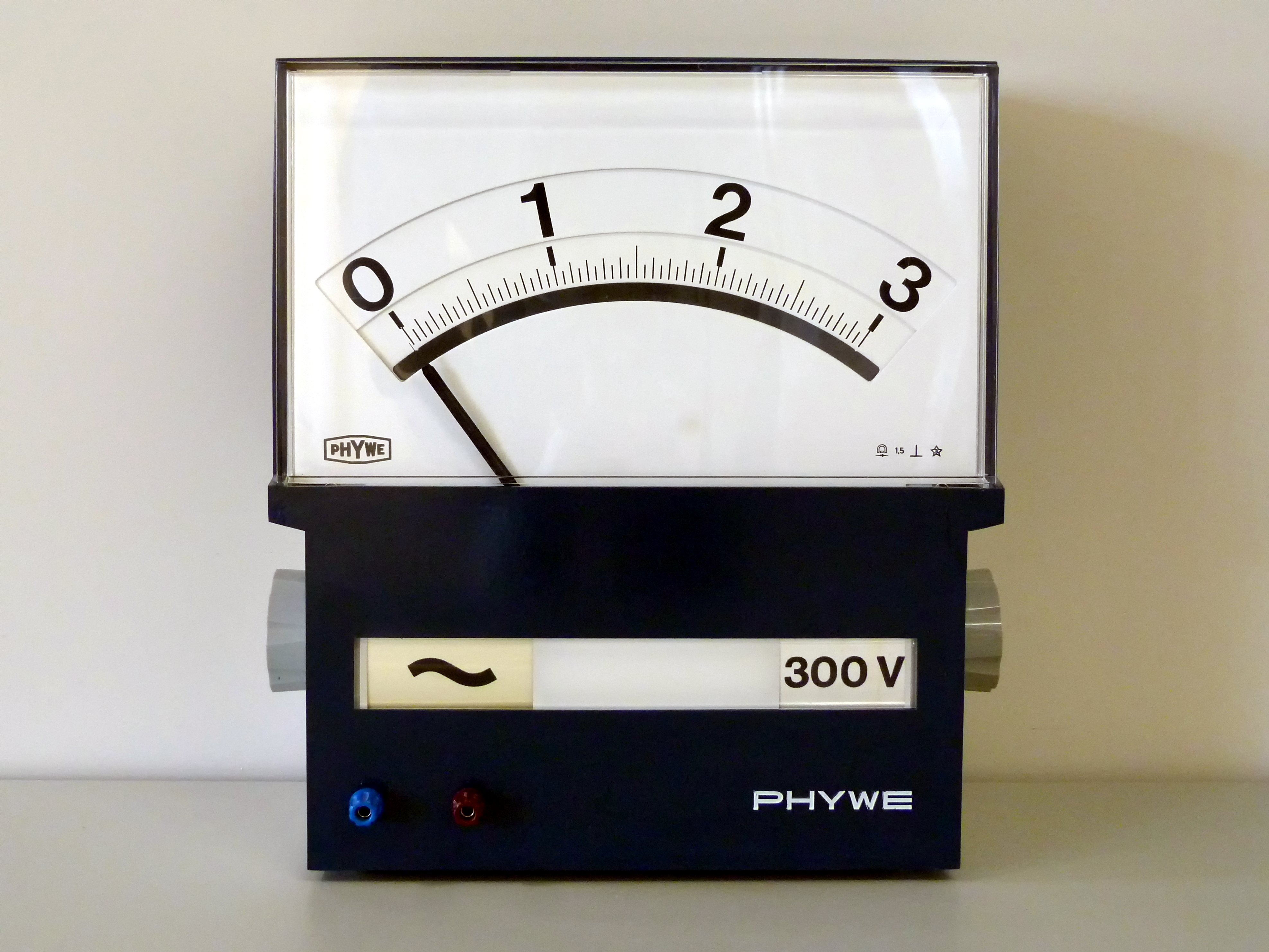
Multimeter für Lehrzwecke

Die Phywe Systeme GmbH & Co. KG (Eigenschreibweise: PHYWE) ist ein Hersteller von Lehr- und Lernmitteln im naturwissenschaftlichen Bereich mit Hauptsitz in Göttingen. Sie ist einer der weltweit führenden Hersteller von Geräten für Schulen und Hochschulen. 

## Produkte
Das Unternehmen hat ungefähr 6000 verschiedene Einzelgeräte im Angebot, deren Gebrauch sowohl durch Lehrende (Lehrer und Dozenten) als auch durch Lernende (Schüler und Studenten) mit Hilfe von etwa 4000 zugehörenden Versuchsbeschreibungen und etwa 200 umfangreicheren Büchern unterstützt wird. Die klassischen Naturwissenschaften wie Physik, Chemie und Biologie werden dabei ebenso wie neue Bereiche z. B. Erneuerbare Energien, Werkstoffkunde, Ingenieurwissenschaften oder Medizin abgedeckt.

## Firmengeschichte

Aktie über 100 RM der Phywe AG vom Dezember 1941

Die Firma wurde 1913 als Gesellschaft zur Erforschung des Erdinnern mbH von Dr. Gotthelf Leimbach gegründet. 1918 erfolgte die Umbenennung in Physikalische Werkstätten GmbH und es wurde mit der Herstellung von Physiklehrmitteln begonnen. Die Produktion von Chemielehrmitteln begann 1919, die von Biologielehrmitteln 1921.
1920 wurde das Unternehmen in Physikalische Werkstätten AG umbenannt. Seitdem existiert das Warenzeichen Phywe.
1925 war Phywe Marktführer im Bereich der experimentellen Darstellung von naturwissenschaftlichen Phänomenen für schulische und universitäre Belange und hatte 300 Mitarbeiter.
1940 wurde die Firma in  die PHYWE Aktiengesellschaft umgewandelt.
Während des Zweiten Weltkrieges wurde die zivile Produktion ausgelagert, um Platz für kriegswichtige Produktion zu schaffen. Ende 1944 hatte das Unternehmen 718 Beschäftigte im Hauptwerk. Inklusive in andere Städte verlagerter Produktion betrug die Gesamtbeschäftigtenzahl 1400.
1953 hatte Phywe 600 Beschäftigte.
1987 musste das Unternehmen Konkurs anmelden. Am 1. Januar 1988 wurde es als Phywe Systeme GmbH neu gegründet und gehört seitdem zur 1979 gegründeten Firmengruppe Lucas-Nülle aus Kerpen-Sindorf. 1988 wurde mit 360 Mitarbeitern ein Umsatz von 68 Mio. DM erzielt. Alleingesellschafter ist Rolf Lucas-Nülle. Im Jahr 2003 erfolgte die Änderung der Rechtsform in Phywe Systeme GmbH & Co. KG.